# Forlaget Vandkunsten
 For alternative betydninger, se Vandkunsten (flertydig). (Se også artikler, som begynder med Vandkunsten)
Forlaget Vandkunsten K/S var et dansk bogforlag, grundlagt 2003 af Søren Møller Christensen. Virksomheden havde til huse på Amagerbro i København indtil 2017, hvor det flyttede til Nybrogade ved Christiansborg, og var bl.a. kendt for udgivelser af meget høj grafisk kvalitet og udstyr. Et fokusområde for forlaget var islamisk kunst og kultur, andre var rejselitteratur og skønlitteratur.
Forlaget Vandkunsten blev erklæret konkurs d. 14. september 2023 efter længere tids økonomiske problemer.